# Miroslav Florian
Miroslav Florian (* 10. Mai 1931 in Kutná Hora; † 10. Mai 1996 in Prag) war ein tschechischer Dichter, Übersetzer und Literaturfunktionär.

## Leben
Florian stammt aus Kutná Hora, wo er 1950 sein Abitur ablegte. Danach studierte er Bibliothekswesen an der Karls-Universität. 1952–1954 leistete er seinen Wehrdienst ab, kam dort zur Zeitschrift Československý voják (Tschechoslowakischer Soldat), wurde Redakteur der Zeitung und siedelte nach Beendigung des Wehrdienstes nach Prag um. Seit 1955 arbeitete er für den Tschechoslowakischen Rundfunk und ab 1958 bis 1977 in der Redaktion des Verlages des Schriftstellerverbandes Československý spisovatel. 1976 wurde er zum Abgeordneten des Tschechischen Nationalrats gewählt.

## Werke
In den 1950er Jahren war Florian Vertreter der alltäglichen Poesie. In späteren Jahren trat er für das bürgerliche Engagement ein und für das Bestreben, grundethische Normen der Zeit der Normalisierung umzusetzen. Er wurde dabei Verfechter der politischen Linie des damaligen Präsidenten Gustáv Husák.

## Auszeichnungen
Er erhielt einige Auszeichnungen. 1975 verdienter Künstler, 1982 Nationaler Künstler, 1973 Träger des Klement-Gottwald-Staatspreises, 1985 Volkspreis der Tschechischen Republik. Er war auch langjähriges Mitglied des Verbandes tschechoslowakischer Schriftsteller.